# Новокузнецкий парк культуры и отдыха имени Ю. А. Гагарина
Парк культуры и отдыха имени Ю. А. Гагарина — парк площадью около 20 га Центрального района города Новокузнецка, граничит с садом Металлургов.

## Описание
В парке находятся планетарий имени А. А. Фёдорова, аттракционная зона, комплекс «Лукоморье» для людей с ограниченными возможностями здоровья; установлены бюст Ю. А. Гагарина скульптора В. И. Дудника и архитектора Ю. М. Журавкова, стела «50 лет Новокузнецку» художников З. И. Олейника, М. Г. Гойзмана, В. П. Нехорошева, скульптора А. И. Брагина и архитектора Е. А. Авдеева

## История

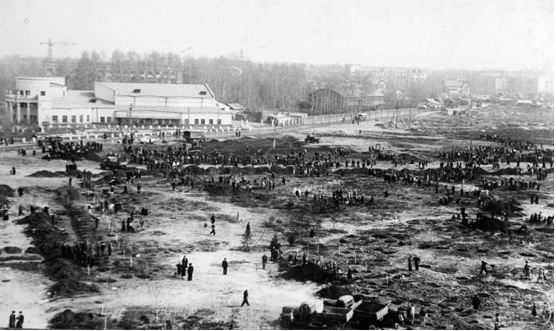
Работы по закладке парка Гагарина 27 мая 1960 года

С середины 1940-х годов возникли планы по благоустройству согры в левобережье реки Томи, которая прилегала к саду Металлургов. Парк заложен весной 1960 года по разработанному проекту института «Кузбассгражданпроект». В мае 1960 года произведена посадка деревьев на территории в 7 га, в 1977 году — на оставшейся. Официально открыт 1 июня 1966 года. Назван по предложению директора планетария А. А. Фёдорова в честь первого космонавта Ю. А. Гагарина.
В 1970 году построен первый за Уралом стационарный планетарий. В 1981 году в парке установлены бюст Ю. А. Гагарина и стела «50 лет Новокузнецку». В конце 1980-х годов возле планетария установлен самолёт Ил-18, где открыт детский кинозал, и просуществовал до конца 1990-х годов. В 1984 году Постановлением Совета народных депутатов территория сада Металлургов стала числиться за парком.
В 2021 году вырублены деревья для строительства частной школы.